# Tetramesa paluda
Tetramesa paluda är en stekelart som beskrevs av Graham 1974. Tetramesa paluda ingår i släktet Tetramesa och familjen kragglanssteklar. Arten är reproducerande i Sverige. Inga underarter finns listade i Catalogue of Life.